# Torres de Colón
Torres de Colón – wieżowiec w Madrycie o konstrukcji trzonolinowej. Zaprojektowany przez architekta Antonio Lamela. Jego budowa rozpoczęła się w 1968, został ukończony w 1976.
14 listopada 2008 na stronie internetowej VirtualTourist opublikowano listę dziesięciu budynków i pomników najbrzydszych na świecie, według wyników badania wśród swoich wydawców i czytelników. Torres Colón znalazł się na szóstym miejscu.

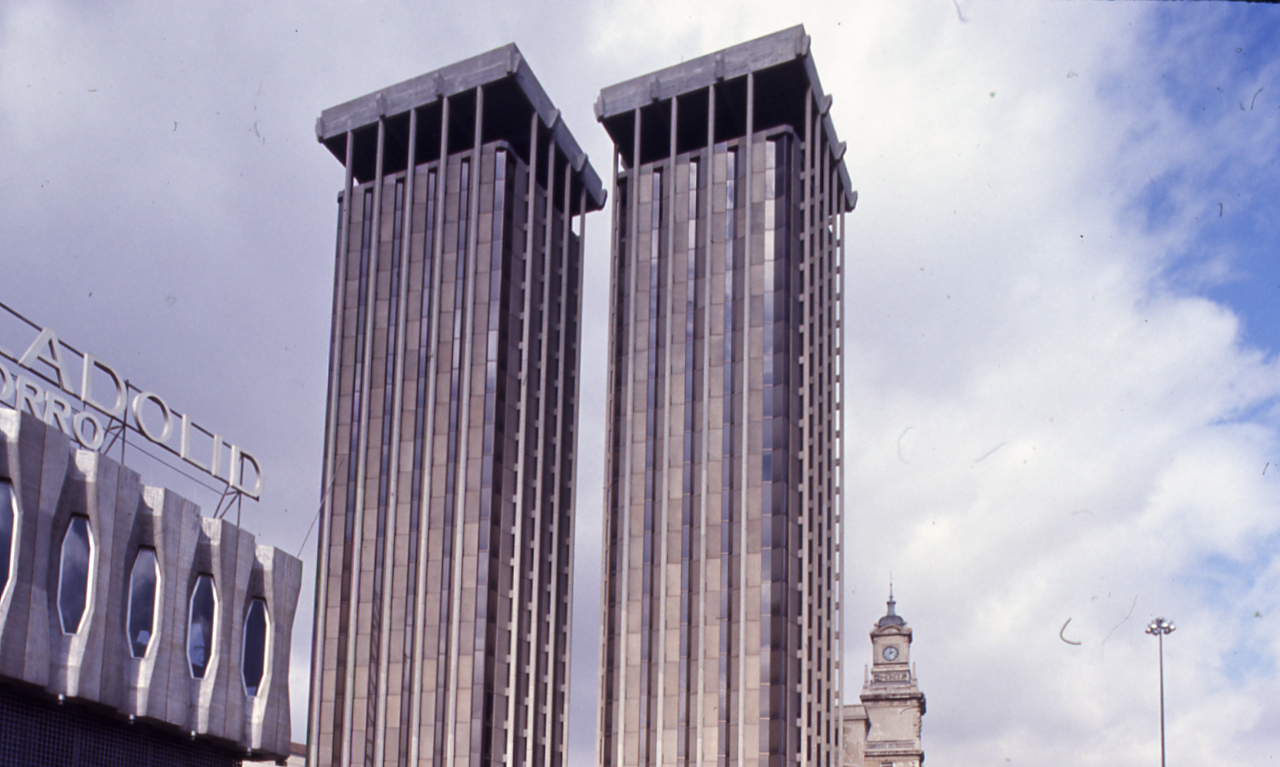
Foto Paolo Monti.